# Hilda Heick
Hilda Jytte Heick (født 19. maj 1946) er en dansk sangerinde, der udgør halvdelen af duoen Keld & Hilda; den anden del er hendes mand, Keld Heick.
Heick er oprindeligt uddannet merkonom i data og programmør og arbejdede som sådan hos Lundbeck, da hun i 1976 debuterede med hittet Do you speak English?
Siden er det blevet til utallige turnéer og albums. Fra 1993 til 1998 var Hilda Heick direktør for Nykøbing Falster Revyen.
Hilda Heick deltog i sæson 17 af Vild med dans. Hun dansede med den professionelle danser Michael Olesen.

## Privat
Keld og Hilda Heick blev gift i 1968 og har en datter, Annette Heick.